# 嘎裂声
嘎裂声（又称吱嘎声、挤喉声、紧喉声等等，声乐领域又叫气泡音）是一种特殊的发声态，低于常态音区。喉部的杓状软骨被拉拢，因此声带强烈地收紧，使得声带又短又紧、短厚而僵硬，其频率极低，远低于发音人的最低声域，通常以20~50 Hz的频率不规则振动，低于常态浊声约两个八度，通过声门的气流非常缓慢。嘎裂声可能见于音高极低的情形下（如韵律单位末），但也可能见于较高的音高。所有这些都会使说话者的声音听起来吱吱作响或沙哑。

## 语音学
在英语公认发音中，嘎裂声被描述为声门强化的一种方式：attempt [əˈtʰemʔt]可以实现为[əˈtʰem͡m̰t]。
哈拉帕马萨特克语等语言中，嘎裂声具有音位地位，即嘎裂声的存在与否会改变单词的意义。国际音标中，语音的嘎裂声表示为波浪号附加符号 U+0330 ◌̰ COMBINING TILDE BELOW，如[d̰]。丹麦语韵律特征stød是喉化形式的一个例子，具有音位功能。朝鲜语辅音出现的轻微喉化称作“僵声”。

## 社会
说话和演唱中使用的嘎裂声常称作“气泡音”"（vocal fry）。
有证据表明，21世纪初，美式英语人群中年轻女性口语的气泡音变得越来越普遍。研究人员Ikuko Patricia Yuasa发现，美国大学生认为女性的嘎裂声是“犹豫不决、不具攻击性、不正式的，但也是受过教育、面向城市、上进心强的表现”。
有理论认为，女性可能会用嘎裂声模仿男性的低沉声区，让自己听起来更“权威”、更可信。Yuasa还进一步推论说，由于加利福尼亚州是美国流行文化的中心，许多娱乐业都扎根于此，美国年轻人可能会因为所消费的媒体，而不自觉地多用嘎裂声。

## 命名
嘎裂声因其特殊性，无论在中文还是英文中，都有很多名称。

## 出现的语言

### 普通话
普通话第三声调上声的音节常常带有嘎裂。